# Gigi Cavenago
Gigi Cavenago, pseudonyme de Luigi Cavenago (né le 12 octobre 1982) est un dessinateur de bande dessinée et illustrateur italien.
Collaborateur de Sergio Bonelli Editore depuis 2010, ce dessinateur réaliste réalise depuis novembre 2016 les couvertures de Dylan Dog, plus populaire des séries d'aventure transalpines.
Apprécié par la critique, Cavenago a reçu le prix du meilleur dessinateur des festivals Lucca Comics & Games (prix Gran Guinigi, 2014) et Napoli Comicon (it) (prix Micheluzzi, 2017).

## Biographie
Né en 1982 à Milan, Luigi Cavenago suit des études de bande dessinée et de graphisme avant de débuter professionnellement dans la bande dessinée en 2005 chez Star Comics, chez qui il dessine notamment cinq épisodes de Jonathan Steele (it). Il crée ensuite avec le scénariste Giovanni Gualdoni la mini-série Dr Voodoo pour Free Books (it).
Cavenago entre ensuite chez Sergio Bonelli Editore, la principale maison d'édition de bande dessinée grand public italienne, pour qui il dessine deux épisodes de Cassidy (it) (2010-2011) et cinq épisodes d’Orphelins (it) (2013-2015). Son travail sur Orphelins lui vaut en 2014 les prix Gran Guinigi du meilleur dessinateur à Lucca Comics & Games, et Carlo-Boscaroto du meilleur dessinateur au festival de Trévise.
Bonelli lui confie en 2014 le dessin des couvertures d'Old Boy, une série dérivée de Dylan Dog, puis en 2016 le dessin du numéro anniversaire des trente ans de la série régulière, Mater Dolorosa, écrit par Roberto Recchioni. Publié fin septembre 2016, cet album est très bien accueilli par la critique, qui loue le dessin de Cavenago,, lequel reçoit le prix Micheluzzi du meilleur dessinateur au festival de Naples (it) en avril suivant. À partir du no 363 de novembre 2016, Cavenago remplace Angelo Stano (en), qui occupait cette position depuis mars 1990, comme dessinateur des couvertures de la série — Andrea Accardi le remplaçant sur Maxi Dylan Dog Old Boy.
Parallèlement à ses activités dans la bande dessinée, Cavanego travaille comme illustrateur pour l'édition (Mondadori Editore, etc.) et la publicité. Ces travaux et ses bandes dessinées lui ont valu une exposition au festival Arf! de Rome en mai 2017.

## Récompense
- 2014 :
  - Gran Guinigi du meilleur dessinateur au festival Lucca Comics & Games pour son travail sur Orphelins
  - Prix Carlo-Boscaroto du meilleur dessinateur au festival de Trévise pour son travail sur Orphelins
- 2017 : Prix Micheluzzi du meilleur dessinateur pour Dylan Dog no 361

## Albums publiés

### En français
- Orphelins (it) (dessin), avec Roberto Recchioni (scénario, trad. Aurore Schmid), Glénat, coll. « Glénat Comics » :

2. Les Esprit de l'ombre, 2015 (ISBN 978-2-344-01006-8).
5. « Première partie » (avec Werther dell Edera), dans Le Cœur dans l'abîme, 2016 (ISBN 978-2-344-01039-6), p. 5-98.
6. « Première partie » (avec Werther dell Edera), dans Rock'n'roll, 2016 (ISBN 978-2-344-01040-2), p. 5-98.
- The Magic Order volume 3, sur un scénario de Mark Millar, chez Panini Comics.